# Mikromelie
Mikromelie, von  μικρός mikrós ‚klein‘ und μέλος mélos ‚limb‘, ist eine Skelettdysplasie mit angeboren zu kurzen und plumpen Gliedmaßen. Ein Individuum mit dieser Fehlbildung wird als Mikromelus bezeichnet.

## Verbreitung
Eine Mikromelie kann Symptom bei verschiedenen Syndromen und Erkrankungen sein:
- Chondrodystrophie
- Dyssegmentale Dysplasie
- Lundberg-Syndrom
- Mikrolissenzephalie-Mikromelie-Syndrom
- Thanatophore Dysplasie

Die medizinische Datenbank Orphanet führt weitere Syndrome mit einer Mikromelie als wesentliches Merkmal:
- Mikrozephalie-Mikromelie-Syndrom[5]
- Omodysplasie, autosomal-rezessive Form mit Mikromelie und Radiusdislokation[6]